# Steeven Willems
Steeven Willems (Seclin, 31 augustus 1990) is een Frans voetballer die bij voorkeur als linksback speelt. Hij tekende in 2013 bij Sporting Charleroi. In maart 2022 werd zijn contract in onderling overleg ontbonden.

## Clubcarrière
Willems verruilde in 2011 EA Guingamp voor Lille OSC. In twee seizoenen speelde hij 43 competitieduels voor het tweede elftal van Lille. In 2013 trok hij naar Sporting Charleroi. Op 25 augustus 2013 debuteerde de rechtsbenige linksachter in de Jupiler Pro League in het Constant Vanden Stockstadion tegen RSC Anderlecht. In zijn eerste jaar kwam hij tot een totaal van twintig competitiewedstrijden.